# La Revancha (Tabasco)
La Revancha es una ranchería del municipio de Balancán ubicado en la subregión de los Ríos del estado mexicano de Tabasco.

## Geografía
La localidad se ubica a 45.0 kilómetros (en dirección noreste) de la localidad de Balancán de Domínguez, la cabecera y lugar más poblado del municipio. Se sitúa en las coordenadas geográficas 17°37′58″N 91°09′11″O / 17.632778, -91.153056, a una elevación de 41 metros sobre el nivel del mar.

## Demografía
Según el Conteo de Población y Vivienda 2020, efectuado por el Instituto Nacional de Estadística y Geografía, la localidad de La Revancha tiene 191 habitantes, de los cuales 97 son del sexo masculino y 94 del sexo femenino. Su tasa de fecundidad es de 3.32 hijos por mujer y tiene 50 viviendas particulares habitadas.
| Gráfica de evolución demográfica de La Revancha entre 1960 y 2020 |
|                                                                   |
| INEGI.                                                            |